# Andrea Pignataro
Andrea Pignataro (* 10. Juni 1970 in Bologna) ist ein in der Schweiz ansässiger italienischer Unternehmer und Mathematiker. Er ist der Gründer der ION Investment Group, welche Software für die Finanzbranche erstellt. Laut Forbes war er im April 2025 der zweitreichste Italiener mit einem Privatvermögen von 35,7 Milliarden US-Dollar.

## Laufbahn
Er wurde 1970 in Bologna geboren, schloss sein Studium der Wirtschaftswissenschaften an der Universität Bologna ab und promovierte anschließend am Imperial College in London in Mathematik. Er begann 1994 als Händler für Salomon Brothers zu arbeiten, einer damals großen US-Investmentbank, die Ende der 1990er Jahre von der Citigroup übernommen wurde.
Im Jahr 1997 gründete Pignataro in London die ION Investment Group, einen Softwareanbieter im Rahmen eines Joint Venture zwischen Salomon, das bald in Citigroup aufging, und List, einem in Pisa ansässigen Softwareunternehmen, das auf den Handel mit Staatsanleihen spezialisiert war und 2020 von ION übernommen wurde. Unter Pignataro Führung wurde ION zu einem der führenden Softwareunternehmen im Finanzwesen, besonders im Bereich der Tradingsoftware.
2021 investierte Pignataro über 3 Milliarden Euro in den Kauf von Cedacri und dann Cerved, zwei Unternehmen, die IT-Dienstleistungen für Banken und die Datenerfassung für Unternehmensbilanzen anbieten. Die Holding investiert anschließend 1,35 Milliarden Euro, um die Kontrolle über Prelios (ehemals Pirelli Reale Estate) zu erlangen und das Unternehmen im Juli 2024 zu übernehmen. Er besitzt auch noch Anteile an einer Reihe von weiteren Unternehmen, darunter an dem Sportartikelhersteller Macron.

## Privatleben
Pignataro lebt in St. Moritz in der Schweiz, ist verheiratet und gilt als leidenschaftlicher Segler. Er besitzt laut Forbes eine Sammlung von Luxusvillen und Hotels auf der Insel Canouan (Teil von St. Vincent und den Grenadinen) in der Karibik. Pignataro selbst lebt zurückgezogen und gilt als öffentlichkeitsscheu.